# 외그뮌뒤르 크리스틴손
외그문두르 크리스틴손(아이슬란드어: Ögmundur Kristinsson, 1989년 6월 19일 ~ )은 올림피아코스에서 골키퍼로 활약하고 있는 아이슬란드의 축구 선수이다.

## 국가대표 경력
2014년 6월 4일, 외그문두르는 에스토니아와의 경기에서 아이슬란드 축구 국가대표팀의 일원으로 첫 데뷔전을 치렀다.